# Nouristanis

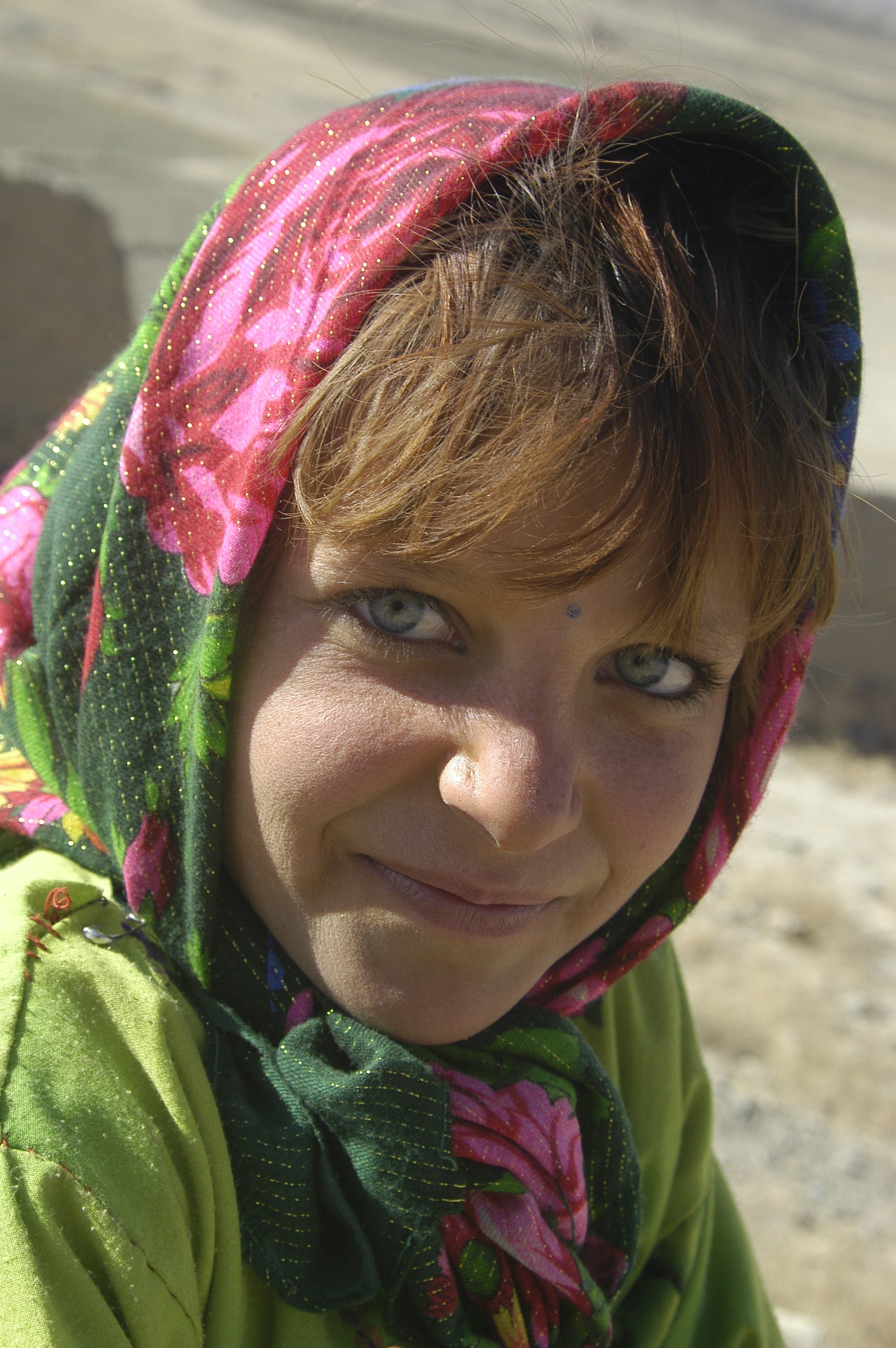
Jeune nouristanie.

Les Nouristanis sont un groupe ethnique originaire de la province afghane du Nouristan au nord-est du pays. Ils parlent les langues nouristanies, qui appartiennent au groupe indo-iranien des langues indo-européennes. Leur population est estimée à plus de 125 000.
Leurs ancêtres pratiquaient un culte polythéiste avant leur conquête à la fin du XIXe siècle par l'émir Abdur Rahman Khan et leur conversion à l'islam. De là découle leur nom en dari, leur région alors connue sous le nom de Kafiristan « terre des mécréants » ayant été renommée Nouristan (terre de lumière) "Nour" de l'Arabe qui veut dire lumière et "Stan" qui veut dire terre dans la langue locale.
Les Nouristanis sont apparentés au peuple Kalash, vivant dans le Pakistan voisin, ayant pour certains conservé leurs pratiques polythéistes. Ils sont majoritairement musulmans sunnites. Contrairement aux autres groupes musulmans du Pakistan, l'islam pratiqué par les Nouristanis est plus libéral : ainsi, par exemple, il est fréquent de voir les femmes travailler, ou ne portant pas le voile intégral comme ailleurs en Afghanistan. Les filles sont scolarisées, comme les garçons.